# Grazia Varisco
Grazia Varisco (Milán, 5 de octubre de 1937) es una artista (pintora, escultora, diseñadora) italiana.

## Biografía
Estudió en la Academia de Bellas Artes de Brera, donde fue alumna entre otros de Achille Funi y de donde luego sería profesora de percepción de 1981 a 2007.
En 1960, se unió al colectivo op-art Gruppo T, que buscaba la vanguardia artística cinética y programada.
De 1961 a 1967, trabajó como diseñadora gráfica para el magacín La Rinascente, la revista de arquitectura Abitare, la sociedad de diseño Kartell y el Hotel Villa de Milán.
Ha expuesto su obra en Bienal de Venecia o Cuatrienal de Roma, entre muchos otros eventos. 
En 2007, Giorgio Napolitano le conedió el Premio del presidente de la república de escultura.